# 90528 Рейвайт
90528 Рейвайт (90528 Raywhite) — астероїд головного поясу, відкритий 16 березня 2004 року.
Тіссеранів параметр щодо Юпітера — 3,419.